# Pablo Gil
Pablo Gil Sarrión, cunoscut ca Pablo Gil (n. 8 octombrie 1988, Murcia, Regiunea Murcia, Spania), este un fotbalist aflat sub contract cu Real Madrid Castilla.

## Palmares

### SpaniaU19
- Campionatul European de Fotbal sub 19: 2007